# Rhus profusa
Rhus profusa är en sumakväxtart som beskrevs av Fred Alexander Barkley. Rhus profusa ingår i släktet sumaker, och familjen sumakväxter. Inga underarter finns listade i Catalogue of Life.